# الدوري الياباني لكرة اليد
الدوري الياباني لكرة اليد (باليابانية: 日本ハンドボールリーグ) هو الدوري الرئيسي لكرة اليد في اليابان. يدار من قبل اتحاد كرة اليد الياباني. تأسس في سنة 1976، ويتكون حاليا من قبل 10 فرق للرجال و6 فرق بالنسبة للسيدات.